# Носувко
Носувко (пол. Nosówko) — село в Польщі, у гміні Білоґард Білоґардського повіту Західнопоморського воєводства.
Населення — 186 осіб (2011).
У 1975-1998 роках село належало до Кошалінського воєводства.

## Демографія
Демографічна структура станом на 31 березня 2011 року:
|          | Загалом | Допрацездатний вік | Працездатний вік | Постпрацездатний вік |
| -------- | ------- | ------------------ | ---------------- | -------------------- |
| Чоловіки | 86      | 22                 | 59               | 5                    |
| Жінки    | 100     | 19                 | 63               | 18                   |
| Разом    | 186     | 41                 | 122              | 23                   |